# Al-Chalidijja (As-Suwajda)
Al-Chalidijja (arab. الخالدية) – wieś w Syrii, w muhafazie As-Suwajda. W 2004 roku liczyła 937 mieszkańców.